# Filicampus
Filicampus is een monotypisch geslacht van straalvinnige vissen uit de familie van zeenaalden en zeepaardjes (Syngnathidae).

## Soort
- Filicampus tigris (Castelnau, 1879)